# C/1844 Y1 (Großer Komet)
C/1844 Y1 (Großer Komet) ist ein Komet, der zum Jahreswechsel 1844/45 auf der Südhalbkugel mit dem bloßen Auge gesehen werden konnte. Er wird aufgrund seiner Helligkeit zu den „Großen Kometen“ gezählt.

## Entdeckung und Beobachtung
Über die Entdeckung dieses Kometen gibt es nur Berichte aus zweiter Hand, daher ist der eigentliche Entdecker nicht bekannt. François Arago berichtete im März 1845 in den Comptes rendus de l’Académie des sciences, dass der Komet zum ersten Mal in der Abenddämmerung des 16. Dezember 1844 in Guyana beobachtet wurde. Darüber hinaus machte er keine weiteren Angaben.
In den folgenden Tagen gab es mehrere voneinander unabhängige Entdeckungen auf der Südhalbkugel, so am 18. Dezember in Kapstadt (Südafrika) und am 19. Dezember in New South Wales (Australien). Ebenfalls am 19. Dezember gab es eine weitere unabhängige Entdeckung durch E. Wilmot am Kap der Guten Hoffnung, der seine Entdeckung als Erster offiziell bekannt gab, weshalb der Komet auch gelegentlich als „Komet Wilmot“ bezeichnet wird. Seine Entdeckung konnte umgehend durch Beobachtungen von Thomas Maclear am Royal Observatory bestätigt werden. In jenem Tagen hatte der Komet bereits einen 3–4° langen Schweif. Weitere unabhängige Entdeckungen erfolgten am 20. Dezember von einem Schiff und in Neuseeland sowie am 22. Dezember ebenfalls in Neuseeland.
Der Komet hatte zu dieser Zeit bereits sein Perihel durchlaufen, da er sich aber der Erde weiter näherte, erschien er zunächst nicht schwächer und konnte in der Abenddämmerung immer besser gesehen werden. So gab es zahlreiche Beobachtungen im Südatlantik, in Südafrika, Guyana, Indien und Ceylon. Bis Ende des Jahres erreichte der Schweif eine Länge von 15°, er war leicht geschwungen und hatte scharf begrenzte Ränder. Anfang Januar 1845 wurde von einer Helligkeit des Kerns bis zu 2,5 mag berichtet, die meisten Beobachter sprachen von 5–6 mag. Mitte Januar nahmen Schweiflänge und Helligkeit wieder ab und der Komet konnte in den folgenden Tagen wegen des Vollmondes nicht mehr gut beobachtet werden. Anfang Februar sank die Helligkeit des Kometen weiter, so dass er nicht mehr mit bloßem Auge beobachtet werden konnte. Um diese Zeit wurde er erstmals für Beobachter auf der Nordhalbkugel mit Teleskopen sichtbar, wo er am 5. Februar erstmals in Italien beobachtet wurde.
Am 21. Januar war der Komet für Beobachter auf der Erde in geringem Winkelabstand von etwa 4° an dem im Juli 1844 entdeckten Kometen C/1844 N1 (Mauvais) vorbeigegangen, beide konnten am 7. Februar von Beobachtern in Italien und am 9. Februar von einem Beobachter in Südafrika gemeinsam mit Kometensuchern beobachtet werden. Anfang März war der Komet nur noch schwierig zu beobachten und die letzte Beobachtung erfolgte schließlich am 12. März 1845.
Der Komet erreichte nach Angaben von Hermann Mucke eine Gesamthelligkeit von −1 mag.

## Auswirkungen auf den Zeitgeist
Aus Australien gibt es zu diesem Kometen keine Berichte von den Aborigines, aber der Entdecker Ludwig Leichhardt sah auf seiner ersten Expedition am 29. Dezember 1844 im zentralen Queensland einen Kometen, weshalb er den Fluss, an dem er sich gerade aufhielt, Comet Creek nannte (heute: Comet River). Der heutige Ort Comet wurde bei seiner späteren Gründung dann nach dem Fluss Cometville benannt.
Auch in Neuseeland lenkte der Komet das Interesse vieler Bewohner auf die Astronomie, was sehr günstig war zu einer Zeit, als die ersten europäischen Astronomen nach Wellington kamen.

## Wissenschaftliche Auswertung
Für den Kometen wurde bereits 1850 aus den Beobachtungsdaten durch George Phillips Bond eine hyperbolische Umlaufbahn berechnet. In neuerer Zeit konnte 1978 durch Brian Marsden, Zdenek Sekanina und Edgar Everhart eine elliptische Bahn bestimmt werden.
Bereits wenige Tage nach der Entdeckung des Kometen C/2019 Y4 (ATLAS) durch das Asteroid Terrestrial-Impact Last Alert System (ATLAS) auf dem Mauna Loa am 28. Dezember 2019 wurde durch den Amateurastronomen M. Meyer angemerkt, dass die Bahnelemente des Kometen eine auffallende Ähnlichkeit mit denen des Kometen C/1844 Y1 besitzen. Es wurde daraufhin vermutet, dass beide Kometen einen gemeinsamen Ursprung haben, also Bruchstücke eines größeren Kometen sein könnten, der bei einem früheren Vorbeigang an der Sonne zerbrochen war.
In einer Untersuchung von M. Hui und Q. Yè, in denen sie über die Beobachtungsergebnisse des Kometen C/2019 Y4 (ATLAS) berichten, stellten sie auch fest, dass dieser Komet, der sich im Jahr 2020 in Sonnennähe auflöste, bereits vor etwa 5000 Jahren bei seinem letzten Vorbeigang an der Sonne einen Zerfallsprozess durchgemacht hatte, bei dem er sich von dem später als Komet C/1844 Y1 erschienenen größeren Bruchstück trennte. Die beiden Bruchstücke entfernten sich damals mit einer Geschwindigkeit von mindestens 1 m/s voneinander, wodurch sie erst in einem Abstand von 175,5 Jahren ihr jeweils nächstes Perihel erreichten.
In ihrer Untersuchung gaben sie auch rein gravitative Bahnparameter für den Kometen C/1844 Y1 an, für die sie 70 Beobachtungsdaten über einen Zeitraum von 78 Tagen heranzogen. Mit diesen Daten konnten sie zeigen, dass der Spaltungsprozess zwischen den Kometen C/1844 Y1 und C/2019 Y4 (ATLAS) nicht weiter in der Vergangenheit liegt als bei ihrem (gemeinsamen) letzten Periheldurchgang, den sie etwa um das Jahr −2900 datieren.

## Umlaufbahn
Für den Kometen wurde aus 41 Beobachtungsdaten über 72 Tage durch Marsden, Sekanina und Everhart eine elliptische Umlaufbahn bestimmt, die um rund 46° gegen die Ekliptik geneigt ist. Die Bahn des Kometen verläuft damit schräg gestellt zu den Bahnebenen der Planeten. Im sonnennächsten Punkt (Perihel), den der Komet am 14. Dezember 1844 durchlaufen hat, war er etwa 37,5 Mio. km von der Sonne entfernt und befand sich innerhalb des Bereichs der Umlaufbahn des Merkur. Bereits am 9. September war er in etwa 121,5 Mio. km am Mars vorbeigegangen. Am 26. November passierte er die Venus in etwa 99,4 Mio. km Abstand und am 17. Dezember den Merkur in etwa 22,8 Mio. km Distanz. Am 6. Januar 1845 erreichte er mit etwa 142,9 Mio. km (0,96 AE) die größte Annäherung an die Erde.
Marsden, Sekanina und Everhart gaben auch bereits Werte für die ursprüngliche und die zukünftige Große Halbachse der Kometenbahn an. Nach den von ihnen abgeleiteten Bahnelementen, die allerdings keine nicht-gravitativen Kräfte auf den Kometen berücksichtigten, hatte seine Bahn lange vor seiner Passage des inneren Sonnensystems noch eine Exzentrizität von etwa 0,99935 und eine Große Halbachse von etwa 386 AE, so dass seine Umlaufzeit bei etwa 7590 Jahren lag. Durch die Anziehungskraft der Planeten, insbesondere durch relativ nahe Vorbeigänge am Saturn am 16. Dezember 1844 in etwa 9 ¾ AE Abstand, sowie am Jupiter am 13. Januar 1845 in etwa 4 ½ AE und ein weiteres Mal am 22. August 1846 in etwa 5 ¼ AE Distanz wurde seine Bahnexzentrizität aber auf etwa 0,99899 und seine Große Halbachse auf etwa 245 AE verringert, so dass sich seine Umlaufzeit auf etwa 3840 Jahre verkürzte.
Wenn der Komet C/1844 Y1 einen gemeinsamen Ursprung mit dem Kometen C/2019 Y4 (ATLAS) hat, worauf die nahezu identischen Bahnparameter hindeuten, müsste er vor seiner Passage des inneren Sonnensystems jedoch eine Umlaufzeit von etwa 4800 Jahren besessen haben (entsprechend einer Großen Halbachse der Bahn von etwa 285 AE), da sich die beiden Körper wahrscheinlich während ihres letzten Vorbeigangs an der Sonne vor etwa 5000 Jahren voneinander getrennt haben. Der Grund für die Abweichung von den oben genannten Daten dürfte die fehlende Berücksichtigung nicht-gravitativer Kräfte in der Bestimmung der Bahnparameter durch Marsden, Sekanina und Everhart sein. Die Parameter könnten unter Berücksichtigung der Bahn des Kometen C/2019 Y4 (ATLAS) heutzutage präziser abgeleitet werden, wodurch auch die zukünftige Bahn des Kometen C/1844 Y1 genauer vorhergesagt werden könnte.